# Prefektura Kilkis
Kilkis je jedna od grčkih prefektura, dio periferije Središnja Makedonija.

## Općine i zajednice
| Općina     | YPES kod | Sjedište (ako je različito) | Poštanski broj | Pozivni broj |
| ---------- | -------- | --------------------------- | -------------- | ------------ |
| Axioupoli  | 2801     |                             | 614 00         | 23830-3      |
| Cherso     | 2812     |                             | 610 02         | 23410-5      |
| Doirani    | 2804     |                             | 610 03         | 23410-9      |
| Evropos    | 2805     |                             | 610 02         | 23430-6      |
| Gallikos   | 2802     | Kampani                     | 611 00         | 23430-42     |
| Goumenissa | 2803     |                             | 613 00         | 23430-4      |
| Kilkis     | 2806     |                             | 611 00         | 23410-2 do 7 |
| Kroussa    | 2807     | Terpylos                    | 611 00         | 23410-4      |
| Mouries    | 2809     | Stathmos Mourion            | 610 03         | 23410-31     |
| Pikrolimni | 2810     | Mikrokampos                 | 570 01         | 23431-9      |
| Polykastro | 2811     |                             | 612 00         | 23430-2      |
| Zajednica  | YPES kod | Sjedište (ako je različito) | Poštanski broj | Pozivni broj |
| Livadia    | 2808     |                             | 614 00         | 23430-3      |

## Pokrajine
- Pokrajina Kilkis
- Pokrajina Peοnia - Goumenissa

Napomena: Pokrajine nemaju više nikakav pravni značaj u Grčkoj.